# グレイトバトルサイバー
『グレイトバトルサイバー』は、バンプレストから1992年12月25日に発売された、ファミリーコンピュータ用サイドビューアクションゲーム。SDにディフォルメされたロボットアニメや特撮作品のキャラクターが戦うクロスオーバー作品「コンパチヒーローシリーズ」の1つ。

## 概要
使用できるプレイヤーキャラクターは、仮面ライダーBLACK RX・ニューガンダム・ウルトラマンタロウの三体。体力制を採用している。攻撃方法はパンチやキックなどの近距離攻撃のみであるが、パワーアップアイテムをとることにより、一時的に遠距離攻撃が可能となる。アスレチック的にマップを進んでいき、敵の総大将を倒すことでステージクリアとなる。敵との戦闘については、ステージ道中で一体ずつ遭遇して戦うという形式をとっており、いわゆる「一撃でやられる雑魚」がいないことが特徴。

## スタッフ
- プロデューサー：山田俊彦
- プログラマー：DARTS'MAN SIOCHI
- オブジェクト・セット：池内晴義
- マップ・セット：いしいかずひろ
- デザイン：萱島啓子、荒木雅子、岡本みちと
- サウンド：小酒井順哉
- シナリオ：早川芳樹
- テストプレイ：雪野和哉、わたなべゆうじ、みねこうへい
- 企画デザイン：こはたまさと

## 評価
ゲーム誌『ファミコン通信』の「クロスレビュー」では合計16点（満40点）、『ファミリーコンピュータMagazine』の読者投票による「ゲーム通信簿」での評価は以下の通りとなっており、19.9点（満30点）となっている。
| 項目 | キャラクタ | 音楽 | お買得度 | 操作性 | 熱中度 | オリジナリティ | 総合 |
| 得点 | 3.3        | 3.0  | 2.7      | 3.5    | 3.7    | 3.7            | 19.9 |

## 関連作品
攻略本
- ファミリーコンピュータ必勝法スペシャル グレイトバトルサイバー